# ボルチモア・アンド・オハイオ鉄道博物館
座標: 北緯39度17分7.42秒 西経76度37分56.63秒 / 北緯39.2853944度 西経76.6323972度

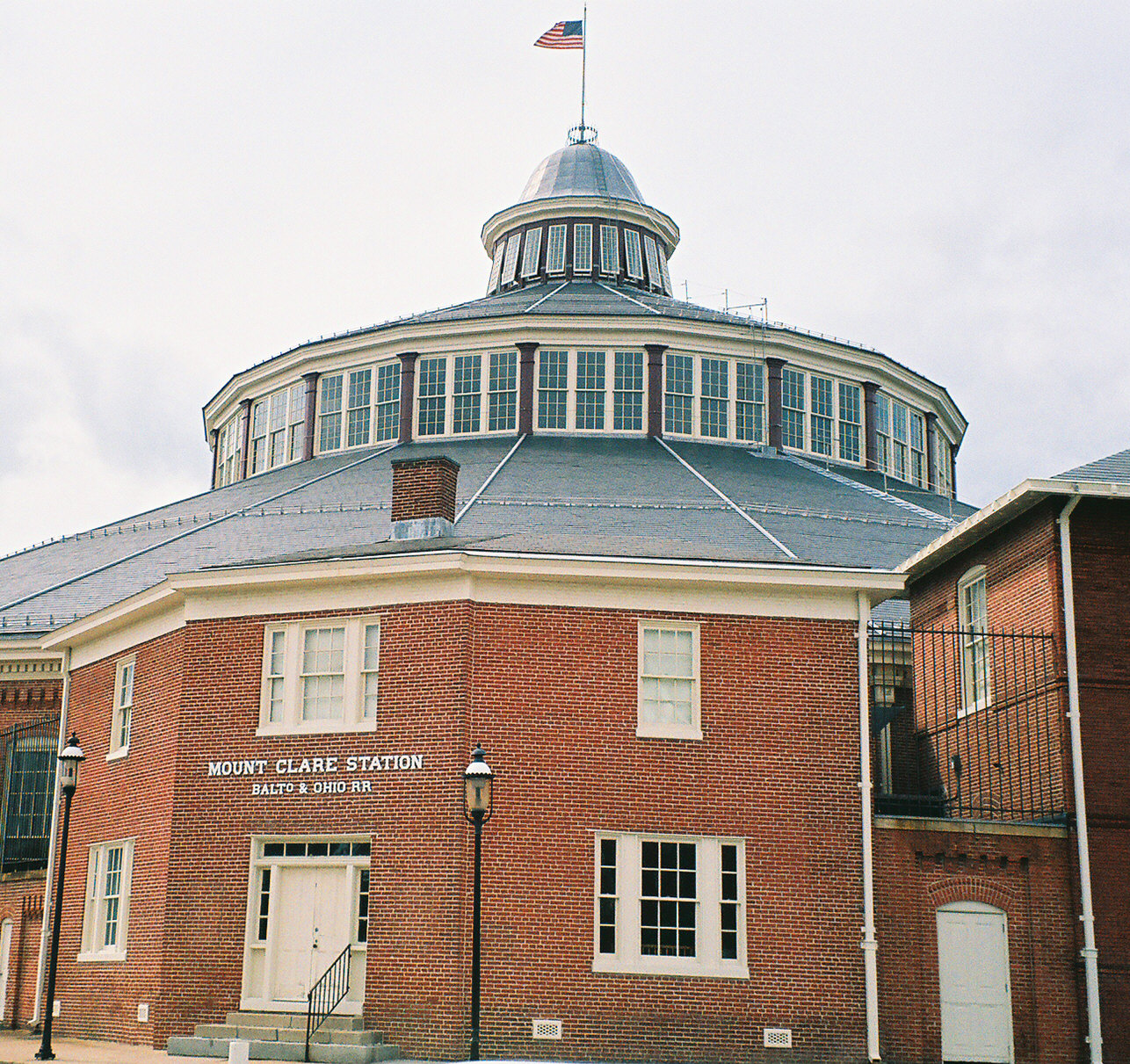
マウント・クレア駅と扇形庫

ボルチモア・アンド・オハイオ鉄道博物館 （B&O Railroad Museum） は、1953年7月4日に開館した時点ではボルチモア・アンド・オハイオ交通博物館 (Baltimore & Ohio Transportation Museum) という名前であった、アメリカ合衆国メリーランド州ボルチモアにある歴史的な鉄道施設を展示する博物館である。

## 概要
この博物館は世界でもっとも貴重な鉄道遺産の集積であると言われていて、アメリカ合衆国で最も古い鉄道施設である。1829年にボルチモア・アンド・オハイオ鉄道によって開設され、マウント・クレア工場 (Mount Clare Shops) の所在地の一部である、同鉄道のマウント・クレア駅と隣接する扇形庫に位置している。
マウント・クレアは、1830年5月22日にアメリカ合衆国で最初の定期旅客鉄道輸送が開始された場所であるため、アメリカの鉄道発祥の地であると考えられている。博物館と駅は1961年9月15日にアメリカ合衆国国定歴史建造物に指定された。
博物館には、19世紀から20世紀に掛けてのアメリカの鉄道に関係する品物が所蔵されている。収蔵物には、250両の鉄道車両、15,000の鉄道関連備品、5,000 立方フィート（140 立方メートル）におよぶ文献、歴史的な扇形庫を含む4つの19世紀の重要な建造物、アメリカ合衆国でもっとも歴史的に意義のあるとされる1 マイルの線路がある。この1 マイルの線路では、4月から12月までの水曜日から日曜日までと、1月の週末に列車への乗車体験が実施されている。博物館は毎日午前 10:00 a.m. 時から午後 4:00 p.m. 時まで開館しています。2002年には年間16万人が訪れた。
博物館には、屋外のGゲージ鉄道模型のレイアウトと屋内のHOゲージレイアウト、そして子供が登って遊ぶことができる木製の鉄道模型もある。感謝祭から新年に掛けて、地域の鉄道模型グループが扇形庫と博物館の中の一部の選ばれた場所に大型のレイアウトを設置する。ミュージアムショップでは玩具や本、DVD、その他の鉄道関連グッズなどが販売されている。
2008年には、テレビ番組ニコロデオンの「親が選ぶ賞 (Parents' Picks Awards)」で、「子供向けの最善の博物館 (Best Museum for Little Kids)」、「子供向けの最善の屋内遊び場 (Best Indoor Playspace for Little Kids)」、「少年向けの最善の屋内遊び場 (Best Indoor Playspace for Big Kids)」の3部門で賞を獲得した。
2014年9月5日より、さいたま市大宮区の鉄道博物館と姉妹館として提携することとなった。

## 歴史
1830年5月22日のボルチモア・アンド・オハイオ鉄道の開業式典では、アメリカ合衆国で最初の定期旅客鉄道運行として馬車鉄道が新しく建設された13 マイル（21 キロメートル）の線路をマウント・クレアからエリコット・ミルズ（現在のエリコット・シティ (Ellicott City) まで運行した。現在存在するマウント・クレア駅の煉瓦造りの建物は1851年に建造された。隣接するエフレイム・フランシス・ボールドウィン (Ephraim Francis Baldwin) の設計による扇形庫は、客車を整備するために1884年に建てられた。
ボルチモア・アンド・オハイオ鉄道では、その長年の歴史の中で、広報目的でその機関車や関連する備品を収集してきた。これらの収蔵物は、永久に保管できる場所に集約することが決断されるまで、多くの場所に保管されてきた。マウント・クレア工場の車両整備庫が選択されて、新しい博物館が1953年7月4日に開設された。
博物館は、ボルチモア・アンド・オハイオ鉄道そのものより長く存続し、同社を引き継いだチェシー・システムとCSXトランスポーテーションもそのままに保存してきた。1990年にCSXトランスポーテーションは新しく設立された非営利の博物館組織に資産と収蔵物を引き継いだ。1999年にはスミソニアン博物館と提携した。
2003年2月17日早朝、豪雪により扇形庫の屋根が半分陥没した。扇形庫のみならず、内部の収蔵品にも大きな被害を受けた。収蔵品のうちの一部は、修理できないほど破壊されていた。後日被害を報じた新聞『ザ・ボルチモア・サン』では、「崩壊の数時間後、押しつぶされた鋼鉄の支柱が扇形庫から突き出していた。一部は1830年代から残る、機関車と客車の収蔵品が雪と瓦礫に覆われているのを見ることができた」と報じている。新しい屋根で扇形庫を修理し、2004年11月13日に再開館した。被害を受けた収蔵物の修理は現在も進行中である。
扇形庫内では、屋根の崩壊で被害を受けたうち、サッチャー・パーキンス号 (Thatcher Perkins) を含む3両の機関車が、保護ガラスの内側ではあるが引き続き展示されている。屋根の崩壊とその後の資金集め、修理により博物館は多くの施設を新しくすることができた。2005年には博物館は扇形庫の西側に、歴史的な設備の修理と活動している設備の保守のために新しい整備施設を開設した。

## 展示
博物館には原型のものほか、複製品も展示されている。複製品の中には、ボルチモア・アンド・オハイオ鉄道が1927年に100周年の「鉄馬の祭典 (Fair of the Iron Horse)」に向けて製作したものも含まれる。特筆すべき展示物としては以下のようなものがある。
- ボルチモア・アンド・オハイオ鉄道 25号: ザ・ウィリアム・メイソン (The William Mason)、車輪配置 4-4-0、近年では映画『ワイルド・ワイルド・ウエスト』の撮影に使用された
- チェサピーク・アンド・オハイオ鉄道 490号: 流線型の「ハドソン」（車輪配置 4-6-4）
- チェサピーク・アンド・オハイオ鉄道 1604号: 保存されている2両の「アレゲニー」のうちの1両（車輪配置 2-6-6-6）
- ペンシルバニア鉄道 4876号: GG1形、1953年にワシントンD.C.のユニオン駅で起きた事故の当該車両、2008年現在は展示されていない
- メリーランド・アンド・ペンシルバニア鉄道: 試験車と郵便車
- ボルチモア・アンド・オハイオ鉄道 ロイヤルブルー (Royal Blue): 1890年代の客車
- ボルチモア・アンド・オハイオ鉄道 3802号: トレインズ誌により1982年にAll American Locomotiveと名づけられたGP38形

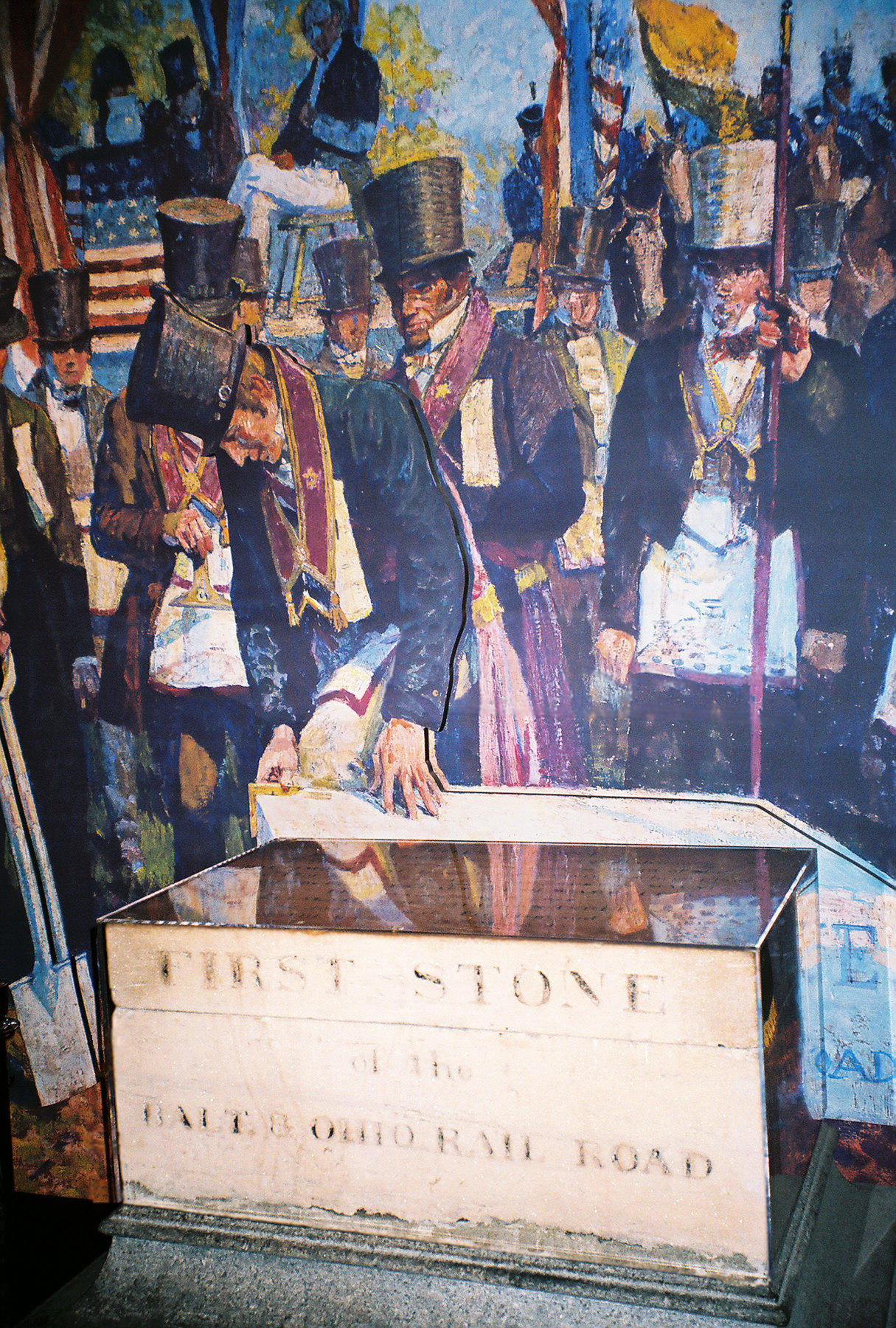
チャールズ・キャロル・オヴ・カロルトンによって1828年7月4日に鉄道の礎石が置かれる様子
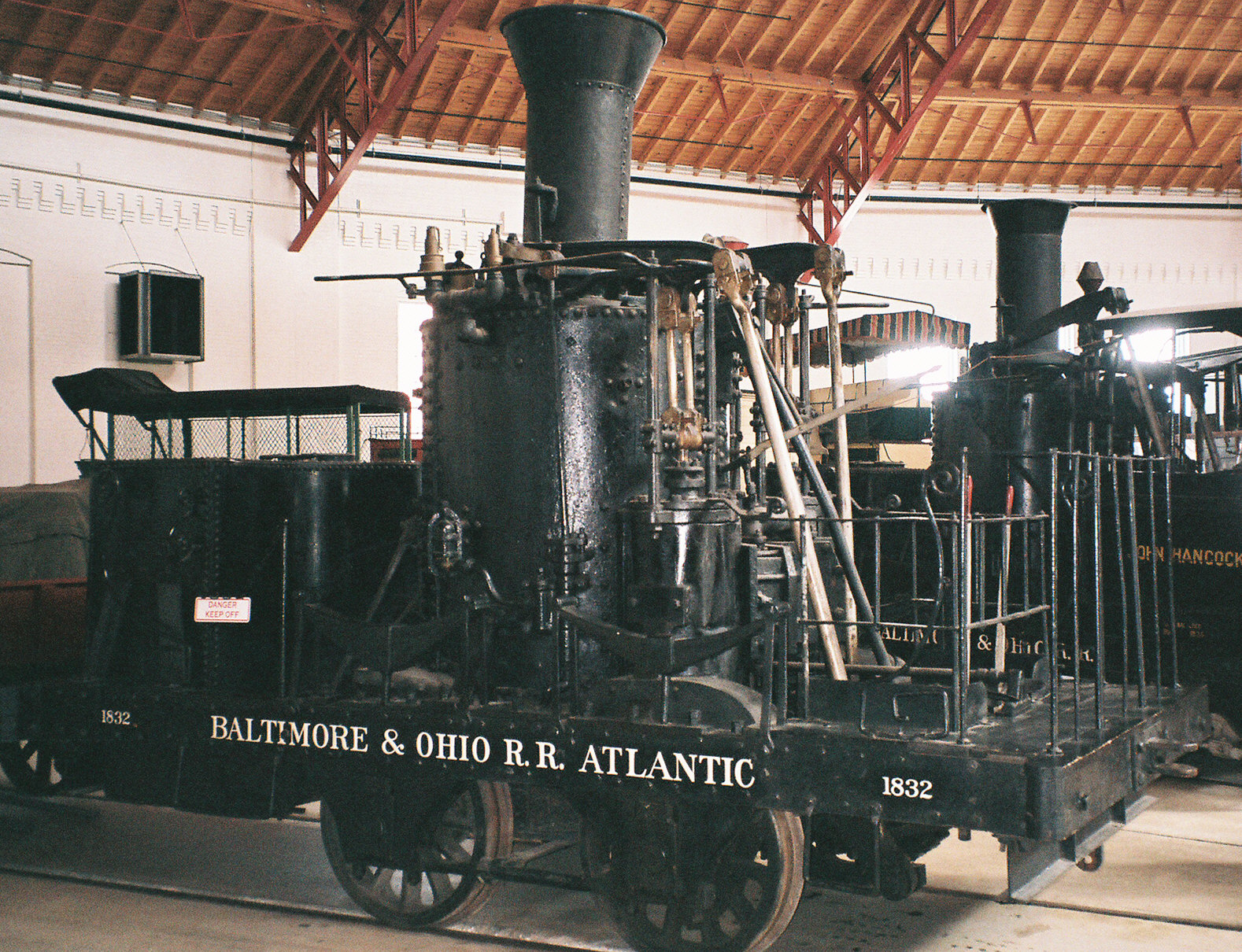
「アトランティック号」 2号、フィネアス・デービス (Phineas Davis)とイスラエル・ガートナー (Israel Gartner)によって1832年に製造されたグラスホッパー型機関車、保存されている最古の部類に属する機関車
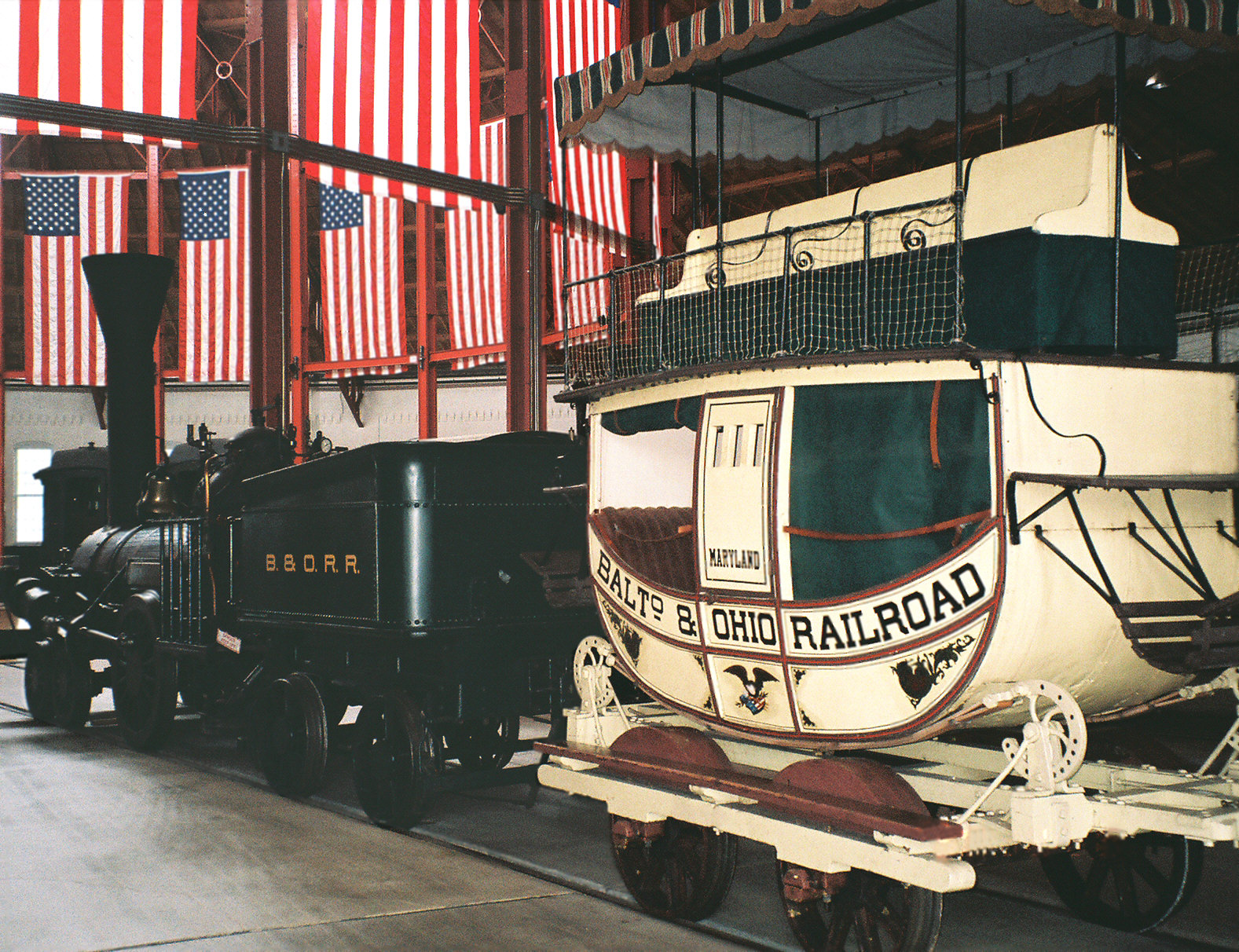
初期のボルチモア・アンド・オハイオ鉄道車両 1830年代
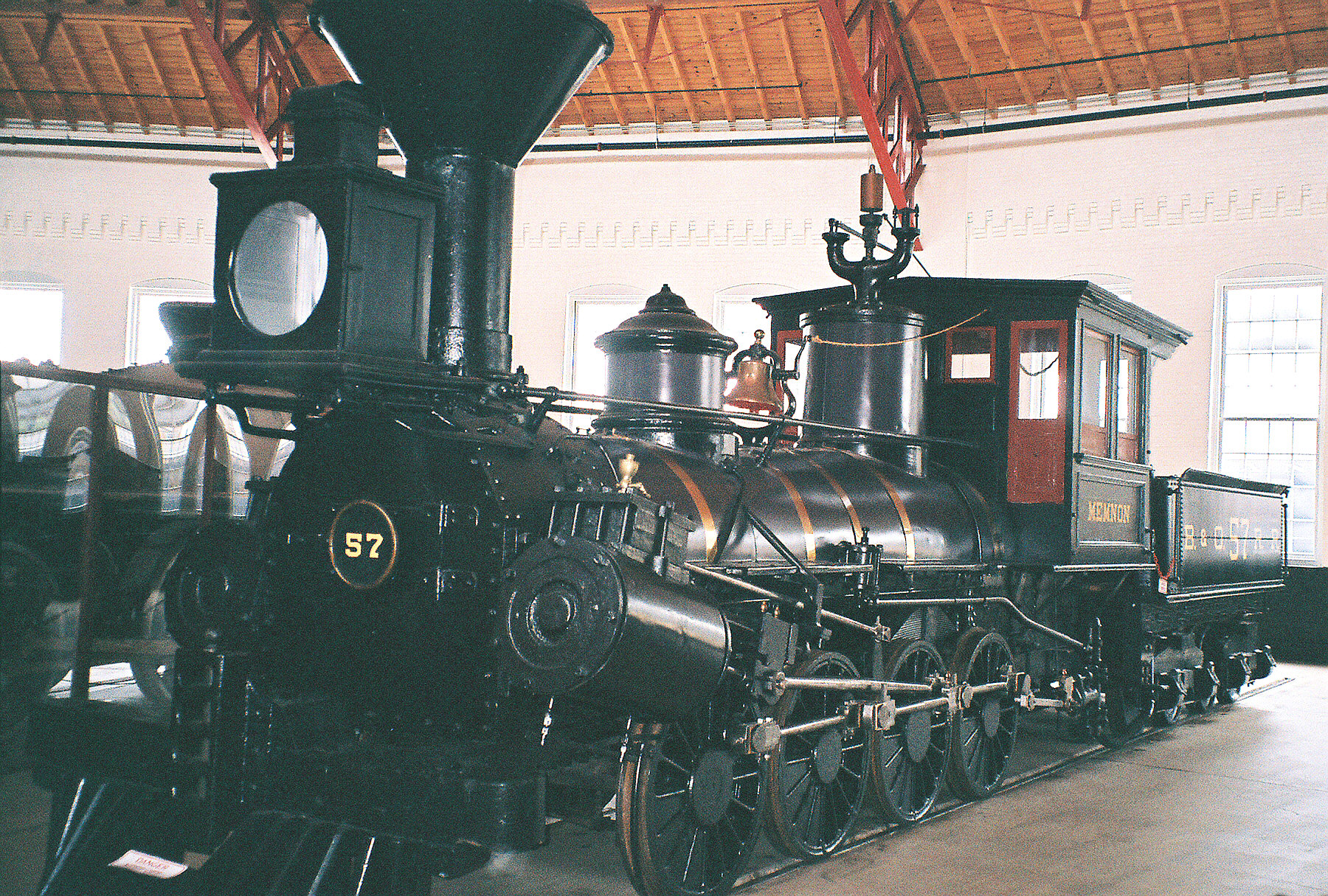
「メムノン号」 57号、ニューカッスル・マニュファクチャリングにより1848年製造、貨物用として保存されている最古の部類に属する機関車
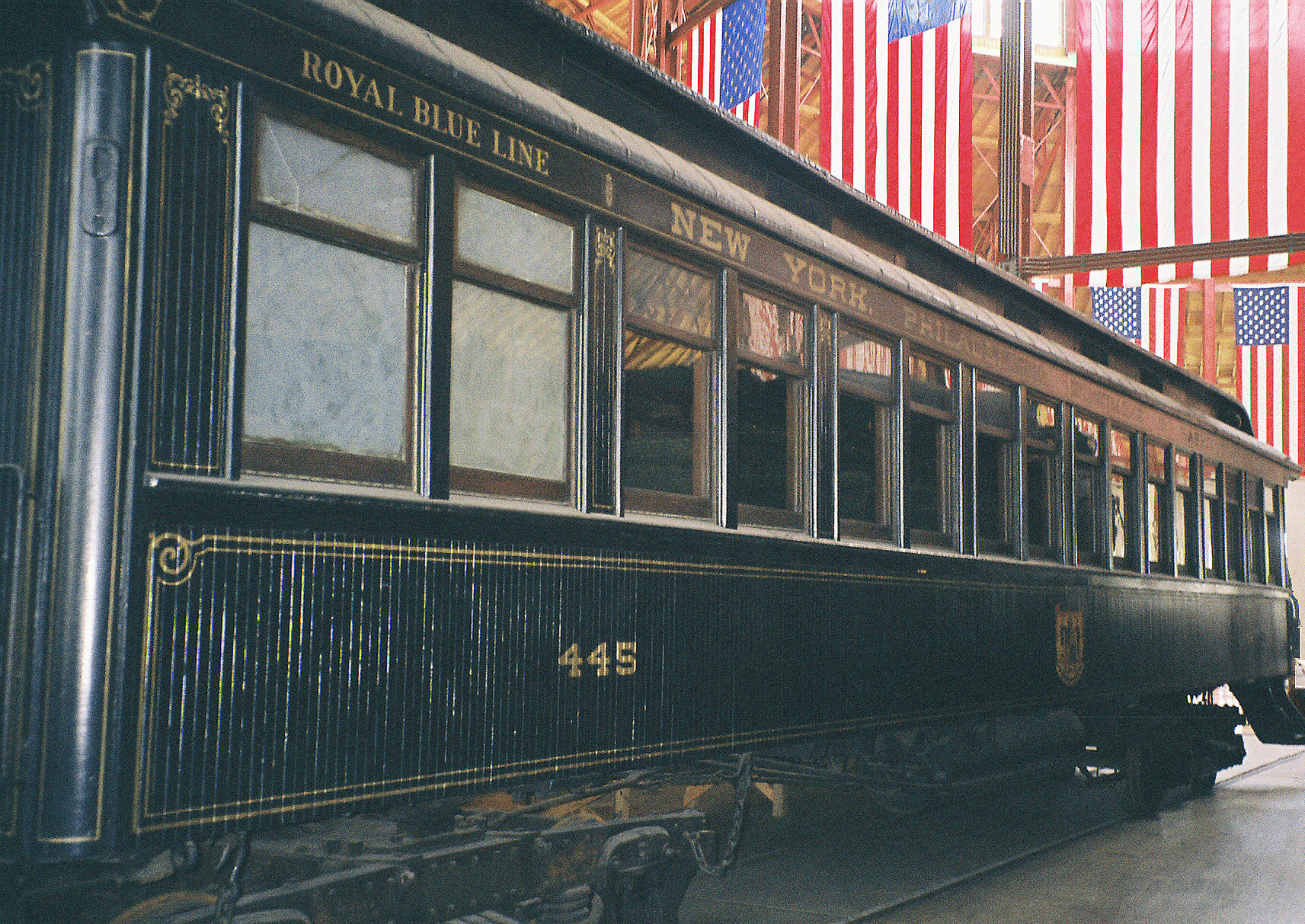
ロイヤルブルー用に1890年製造のプルマン豪華特別車、445号
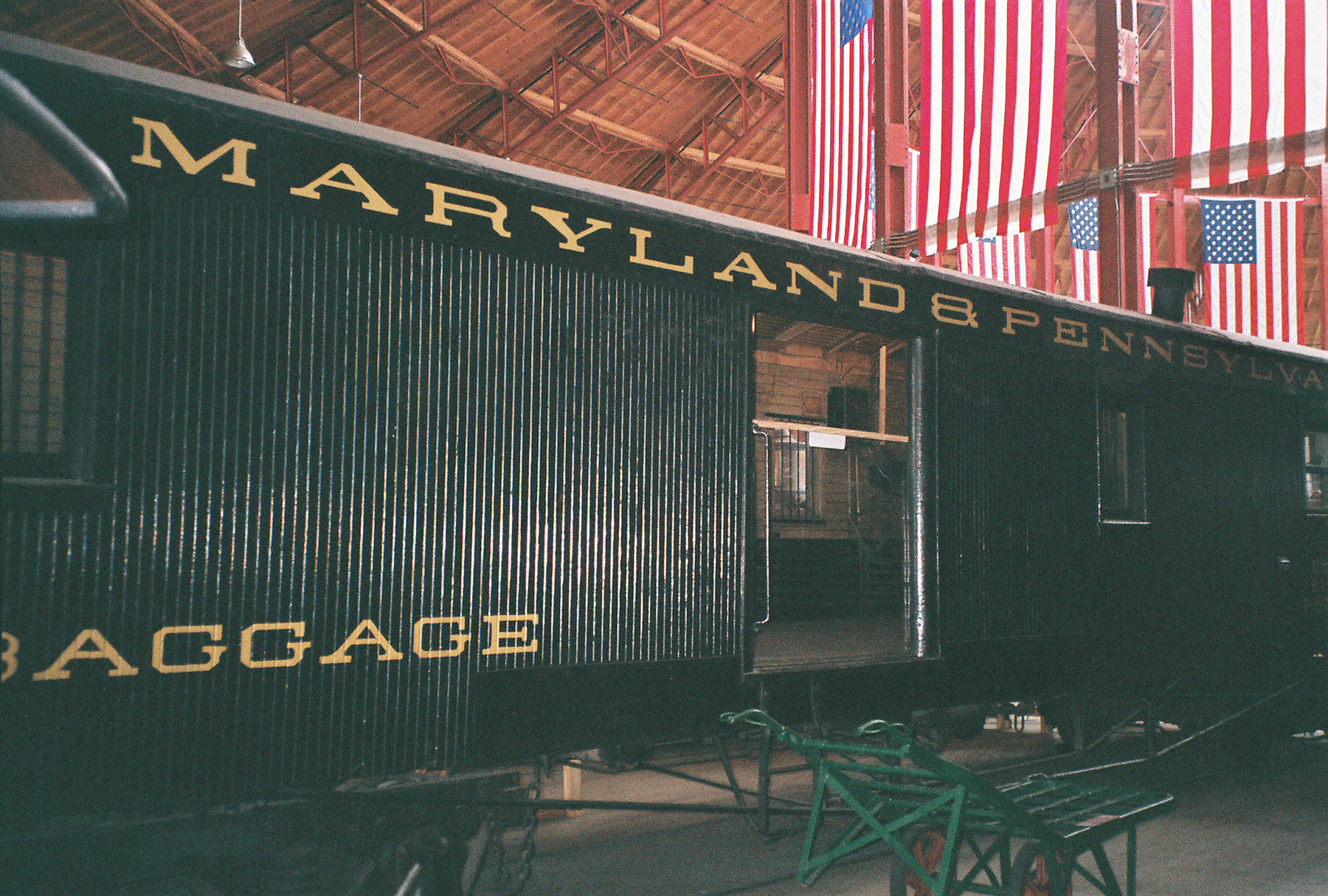
メリーランド・アンド・ペンシルバニア鉄道の荷物・郵便合造車、35号、1906年製造
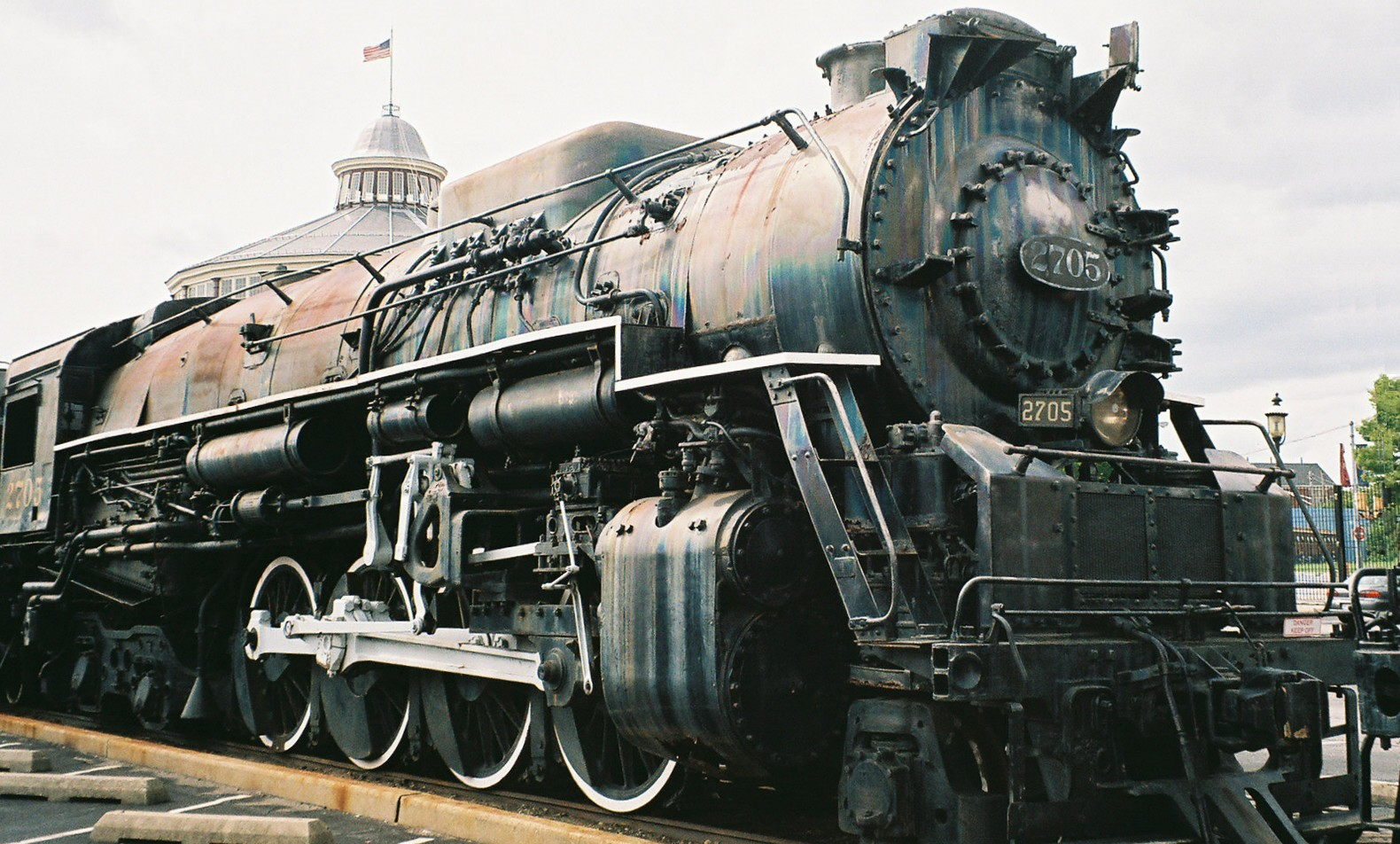
チェサピーク・アンド・オハイオ鉄道の2705号「ビッグ・マイク (Big Mike)」、車輪配置2-8-4のクラスK-4"Kanawha"、1943年ALCO製
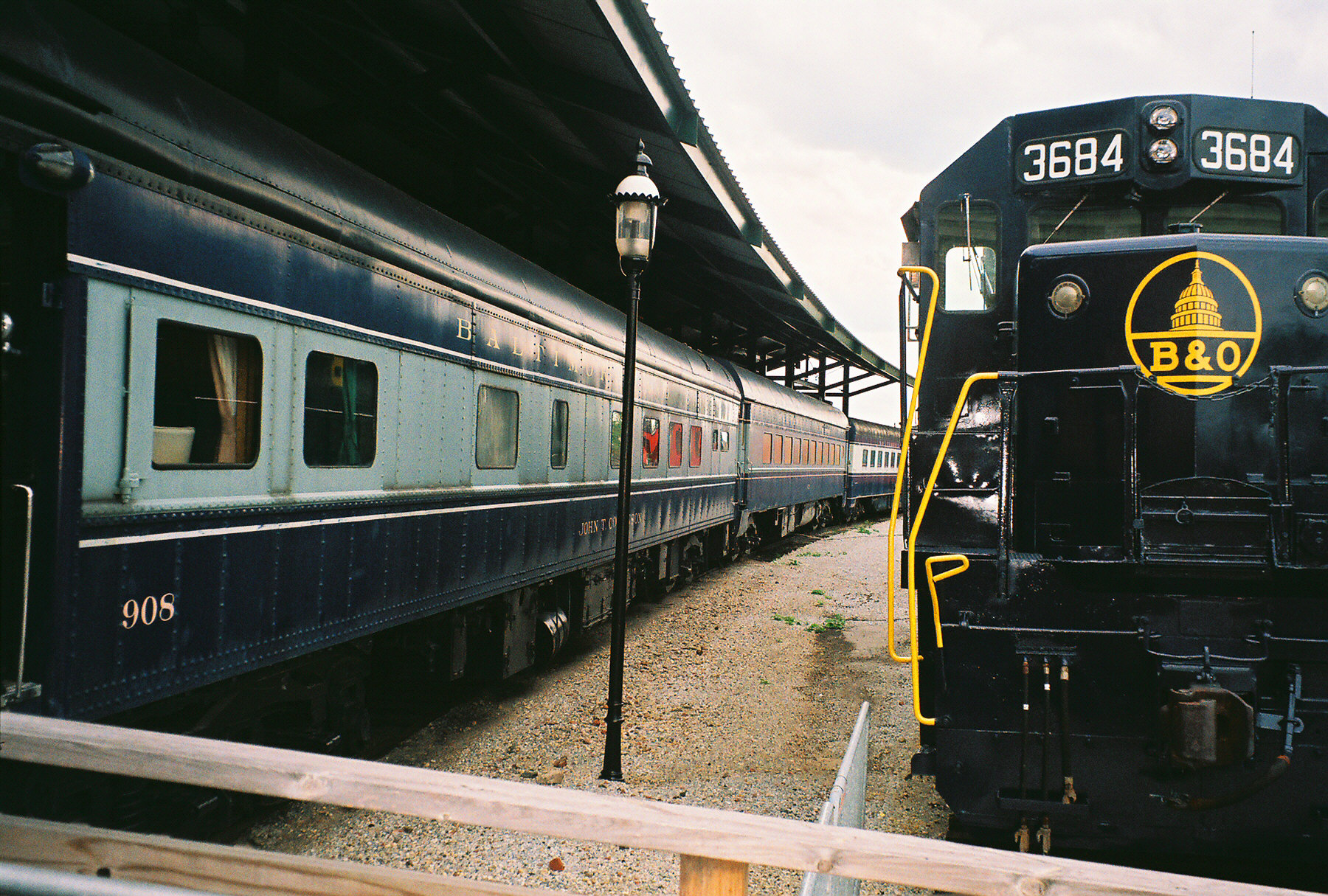
ボルチモア・アンド・オハイオ鉄道の1950年代から1960年代の車両
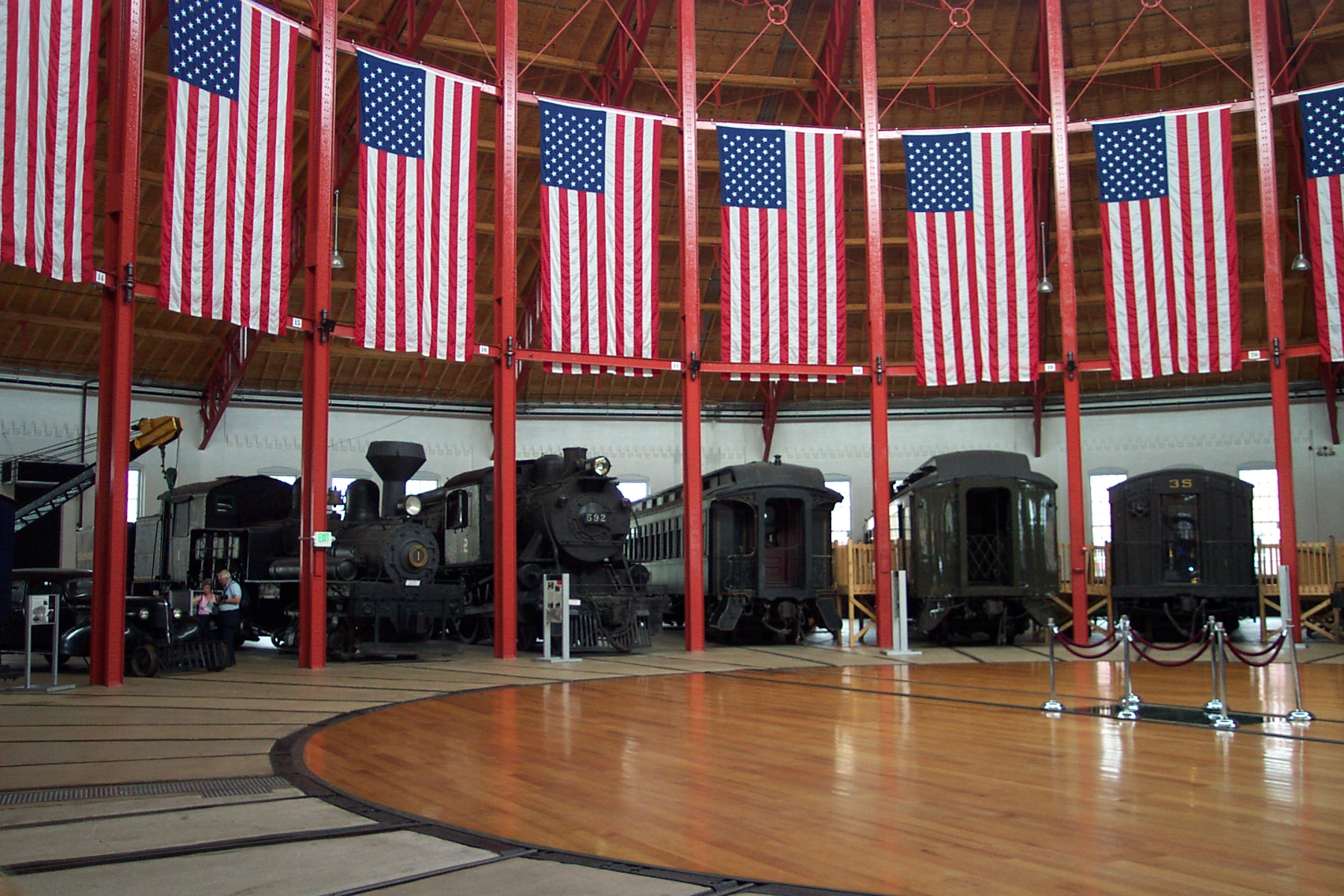
扇形庫に並ぶ車両
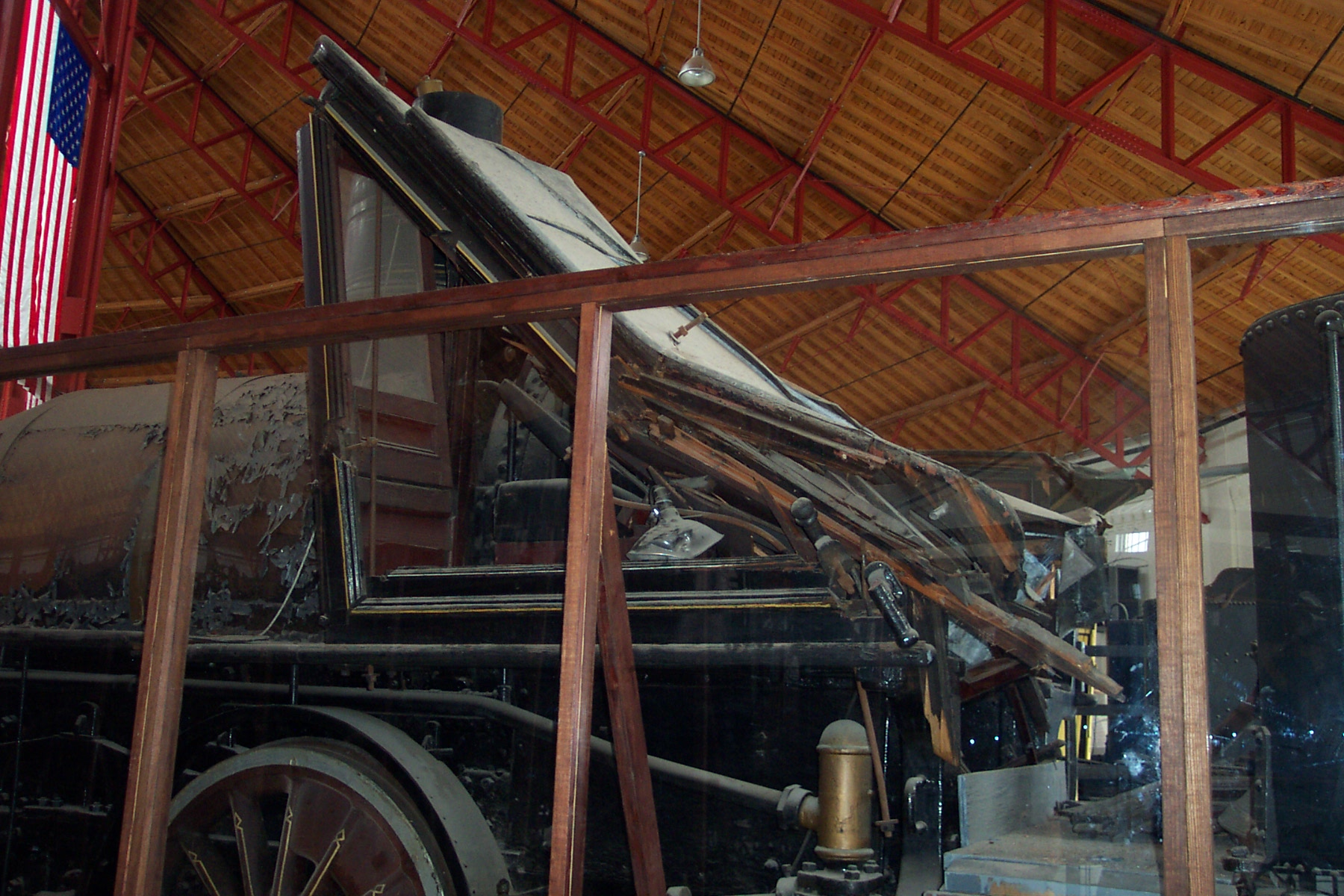
2003年の豪雪による扇形庫屋根崩壊で被害を受けた機関車

## エリコット・シティ駅
ボルチモア・アンド・オハイオ鉄道のエリコット・シティ駅はアメリカで最も古い駅であり、これもまた博物館の一部をなしている。駅本屋は1830年から1831年に掛けてボルチモア・アンド・オハイオ鉄道により建設された。この場所には1885年に建設された貨物施設や、最初の馬車鉄道用の客車のレプリカ、1927年製"I-5"車掌車もある。展示はアメリカの最初の鉄道を建設し運営した人々、南北戦争における鉄道の役割、鉄道交通の発展によってもたらされた変化に焦点を当てている。
貨物施設内では、40 フィートのHOゲージ鉄道模型のレイアウトで、ボルチモアとエリコット・ミルズ間の13 マイルの最初の鉄道路線が再現されている。博物館では活発な歴史に関するプログラムも行っている。2006年3月から、ボルチモア・アンド・オハイオ鉄道博物館の会員はエリコット・シティ駅に無料で入場できるようになった。

## 関連項目

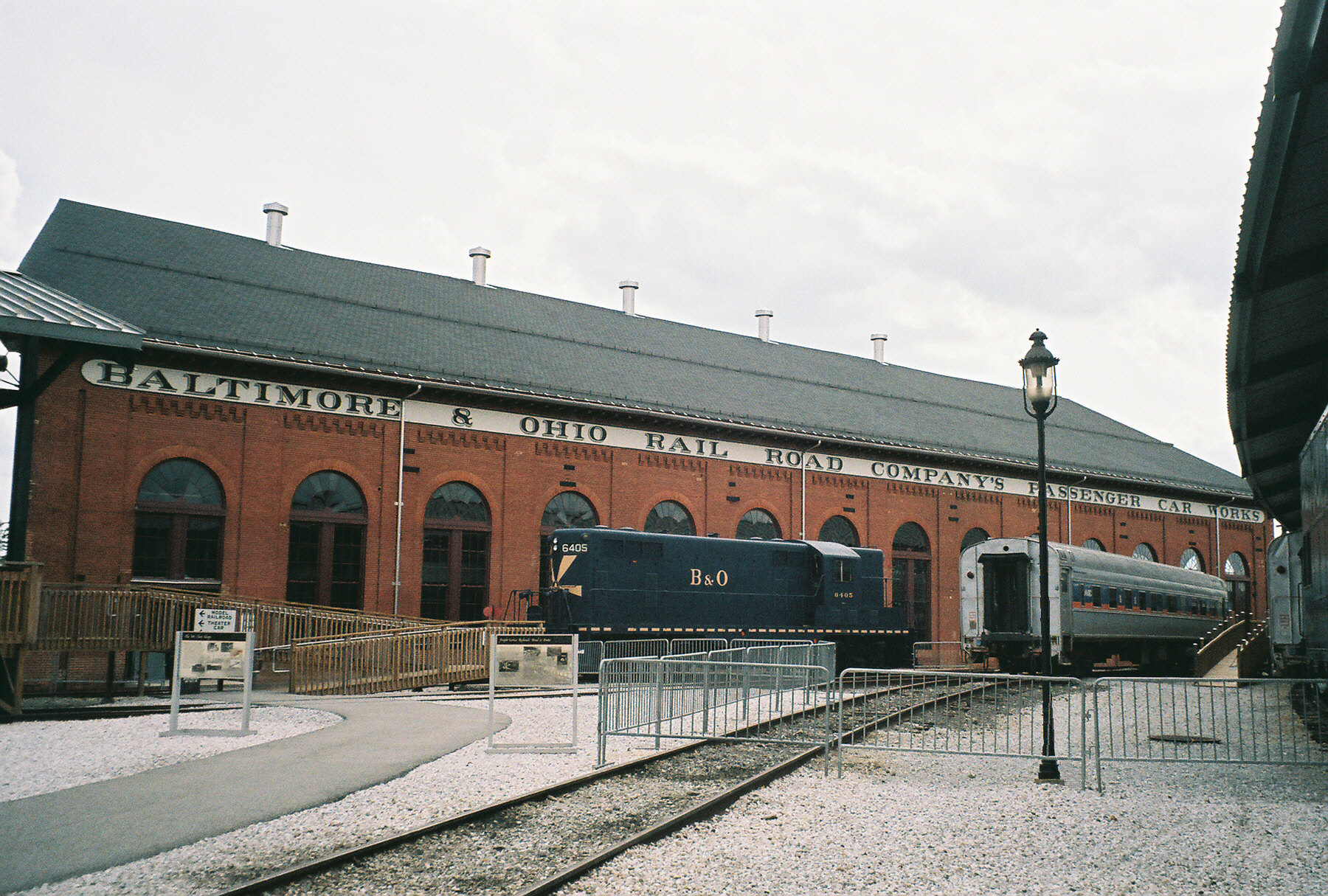
博物館の車両整備工場